# Campeonato Carioca de Futebol Feminino de 2017
O Campeonato Carioca de Futebol Feminino de 2017 foi a 26ª edição da divisão principal do campeonato estadual de futebol feminino do Rio de Janeiro. A competição foi organizada pela Federação de Futebol do Estado do Rio de Janeiro (FERJ) e teve o Flamengo como campeão.
O vice-campeão do certame, o Duque de Caxias, garantiu uma vaga na Série A2 do Campeonato Brasileiro de 2018.

## Regulamento
Na primeira fase, as sete equipes jogaram entre si em apenas um turno, passando as três melhores equipes para o triangular final. A equipe que terminar em primeiro na primeira fase, terá um ponto extra na fase final, que será disputada em turno único também.

### Critérios de desempate
Estes serão os critérios de desempate aplicados:
1. Maior número de vitórias na fase
2. Melhor saldo de gols na fase
3. Maior número de gols pró na fase
4. Menor número de cartões amarelos e vermelhos, durante todo o campeonato, somados os cartões das atletas e comissão técnica (cada cartão vermelho equivalia a três cartões amarelos)
5. Sorteio na sede da Federação, em dia e horário a serem determinados

## Participantes
| Equipe              | Cidade          | Em 2016      | Títulos (último) |
| America             | Rio de Janeiro  | não disputou | 0                |
| Barcelona-RJ        | Rio de Janeiro  | não disputou | 0                |
| Brasileirinho       | Rio de Janeiro  | não disputou | 0                |
| Cruzeiro de Niterói | Rio de Janeiro  | não disputou | 0                |
| Duque de Caxias     | Duque de Caxias | 3º           | 1 (2011)         |
| Flamengo            | Rio de Janeiro  | 1º           | 2 (2016)         |
| Portuguesa-RJ       | Rio de Janeiro  | não disputou | 0                |

Dos 4 maiores clubes do Rio de Janeiro, apenas o Flamengo participará. Botafogo, Fluminense e mesmo Vasco da Gama (maior vencedor do Campeonato Carioca Feminino com 9 títulos) não estavam com seus times femininos ativos.

## Primeira fase
| Pos | Equipe              | Pts | J | V | E | D | GP | GC | SG  |
| --- | ------------------- | --- | - | - | - | - | -- | -- | --- |
| 1   | Flamengo            | 18  | 6 | 6 | 0 | 0 | 41 | 3  | 38  |
| 2   | Duque de Caxias     | 15  | 6 | 5 | 0 | 1 | 31 | 6  | 25  |
| 3   | America             | 12  | 6 | 4 | 0 | 2 | 11 | 10 | 1   |
| 4   | Brasileirinho       | 7   | 6 | 2 | 1 | 3 | 13 | 15 | –2  |
| 5   | Cruzeiro de Niterói | 7   | 6 | 2 | 1 | 3 | 9  | 18 | –9  |
| 6   | Barcelona-RJ        | 3   | 6 | 1 | 0 | 5 | 2  | 39 | –37 |
| 7   | Portuguesa-RJ       | 0   | 6 | 0 | 0 | 6 | 5  | 21 | –16 |

|                     | AME     | BAR     | BRA | CRU | DCA  | FLA | POR |
| ------------------- | ------- | ------- | --- | --- | ---- | --- | --- |
| America             | –       |         |     | 4–0 |      | 0–5 | 2–1 |
| Barcelona-RJ        | 0–3     | –       |     |     | 0–15 |     | 2–0 |
| Brasileirinho       | 1–2     | 2–0     | –   |     | 1–4  |     |     |
| Cruzeiro de Niterói |         | 1–0     | 2–2 | –   | 2–3  |     |     |
| Duque de Caxias     | 3–0[wo] |         |     |     | –    | 2–3 | 4–0 |
| Flamengo            |         | 18–0[a] | 5–0 | 7–1 |      | –   |     |
| Portuguesa-RJ       |         |         | 2–7 | 2–3 |      | 0–3 | –   |

- ^  a. O Barcelona-RJ entrou em campo com apenas oito jogadoras. No intervalo, duas delas se lesionaram e não tiveram condições de retornarem a campo. Com isso, a partida foi encerrada e o Flamengo venceu por 18 a 0, placar do primeiro tempo.

- ^  wo. O America não compareceu à partida, que seria realizada no Estádio Ênio Teixeira, em Sapucaia, e o Duque de Caxias venceu por WO (3 a 0), de acordo com o Regulamento Geral das Competições.

## Triangular final
| Pos | Equipe          | Pts | J | V | E | D | GP | GC | SG  |
| --- | --------------- | --- | - | - | - | - | -- | -- | --- |
| 1   | Flamengo        | 7   | 2 | 2 | 0 | 0 | 22 | 3  | 19  |
| 2   | Duque de Caxias | 3   | 2 | 1 | 0 | 1 | 7  | 12 | –5  |
| 3   | America         | 0   | 2 | 0 | 0 | 2 | 2  | 16 | –14 |

|                 | AME  | DCA | FLA  |
| --------------- | ---- | --- | ---- |
| America         | –    | 2–4 |      |
| Duque de Caxias |      | –   | 3–10 |
| Flamengo        | 12-0 |     | –    |

O Duque de Caxias foi vice campeão e garantiu a vaga do Rio de Janeiro no Campeonato Brasileiro de Futebol Feminino Série A2 de 2018. O Campeão Flamengo já disputa a Serie A1.

### Jogos

#### Primeira rodada
| 21 de outubro | America         | 2 – 4 | Duque de Caxias                                      | Estádio Giulite Coutinho, Mesquita  |
| 16:00         | 2' · Natasha 9' |       | 8' (pen) Lene · 45' Miúda · 81' Novinha · 90+2' Pará | Árbitro: RJ Rejane Caetano da Silva |

| America | D. Caxias |

#### Segunda rodada
| 28 de outubro | Duque de Caxias              | 3 – 10 | Flamengo                                                                                                 | Estádio Ênio Teixeira da Silva, Sapucaia |
| 16:00         | Caneca 29' · Camili 78', 83' |        | 6' Daiana · 9' Diany · 12', 57' (pen) Flávia · 31' Bárbara · 42', 49' Renata · 59', 86' Ju · 65' Nathane | Árbitro: RJ Beatriz Oliveira Dantas      |

| D. Caxias | Flamengo |

#### Terceira rodada
| 01 de novembro | Flamengo | 12 – 0 | America | CEFAN, Rio de Janeiro               |
| 16:00          | 4', 63', 74' Bárbara · 11' Larissa · 26', 35' Pamela · 49' Daiana · 53', 72' Ju · 60' Jane · 81' Nathane · 90' Ana Carol · |        |         | Árbitro: RJ Rejane Caetano da Silva |

## Premiação
| Campeonato Carioca de Futebol Feminino 2017 |
| Rio de Janeiro                              |
| ------------------------------------------- |
| Flamengo Campeão (3º título)                |